# The American Journal of Clinical Nutrition
The American Journal of Clinical Nutrition (abrégé en Am. J. Clin. Nutr. ou AJCN) est une revue médicale américaine  de nutrition clinique. Le journal publie des études en lien avec la nutrition humaine, en particulier dans les domaines de l’obésité, des vitamines et minéraux, de la relation entre maladies et nutrition, ainsi que du métabolisme énergétique.
Elle est publiée mensuellement en anglais depuis 1952. Des suppléments avec les comptes-rendus de conférences internationales sur la nutrition clinique sont publiés périodiquement.
C'est la troisième revue médicale concernant la nutrition qui a le plus grand facteur d'impact (IF = 6,5 en 2012).
Selon la Special Libraries Association (SLA), l’AJCN est un des 100 journaux les plus influents en biologie et médecine des 100 dernières années.

## Historique
Le journal a été créé en septembre 1952 et est publié par l’American Society for Nutrition.
Il s’agit du journal officiel de l’American Society for Clinical Nutrition depuis 1961, celui-ci ayant fusionné en 2005 pour former l’American Society for Nutrition.

## Bureau éditorial
Liste des rédacteurs en chef depuis 1952 :
- Depuis 2009 : Dennis M. Bier (Baylor College of Medicine)[4].